# Oliver Askew
Oliver Clark Askew (Melbourne, 12 de dezembro de 1996) é um automobilista dos Estados Unidos que atualmente é reserva da equipe Andretti na Fórmula E. Competiu na categoria durante a temporada 2021–22 pela mesma equipe. Anteriormente, disputou a IndyCar Series por duas temporadas, estreando pela equipe Arrow McLaren SP em 2020 e disputando provas da temporada 2021 pelas equipes Ed Carpenter e Rahal Letterman Lanigan. Foi campeão da Indy Lights em 2019 e da USF2000 em 2017.

## Biografia
Oliver Clark Askew nasceu em Melbourne, cidade do estado norte-americano da Flórida, e se criou em Jupiter. Ele possui origens suecas por conta de sua mãe, sendo capaz de falar sueco. Ele é amigo próximo de seu conterrâneo Kyle Kirkwood, a quem conhece desde a infância e contra quem correu nas categorias de acesso da IndyCar.

## Carreira
Askew iniciou a carreira no kart aos 8 anos, e em 2015 disputou a Fórmula Masters China, ficando em 10º lugar na classificação. No ano seguinte, recebeu o Team USA Scholarship.
Em 2017, disputou a U.S. F2000 pela Cape Motorsports, conquistando o título da categoria após vencer 7 provas. Ele ainda obteve 7 poles, 8 voltas mais rápidas e 11 pódios, garantindo a ele 351 pontos na classificação. Em 2018 foi para a Pro Mazda e fechou o campeonato em 3º lugar, com 303 pontos ganhos (uma vitória, 3 poles, 2 voltas mais rápidas e 5 pódios).

### Indy Lights
Na Indy Lights, Askew foi contratado pela Andretti Autosport para a disputa da temporada 2019, conquistando um terceiro lugar na estreia, em St. Petersburg, ficando ainda na décima posição na corrida 2 - a única vez que ele não ficou entre os 5 primeiros colocados. Desde então, foram 7 vitórias, 3 segundos lugares e 4 terceiros, garantindo o título em Laguna Seca, chegando em quarto lugar.

### IndyCar Series
Em julho de 2019, Askew teve seu primeiro contato com um carro da IndyCar Series, ao ser recrutado pela Chip Ganassi Racing para uma sessão de treinos em Portland. 3 meses depois, foi anunciada sua contratação pela equipe Arrow McLaren SP, substituindo o canadense James Hinchcliffe, que perdeu a vaga após fazer um ensaio nu para a revista ESPN: The Body Issue, desagradando a Arrow Electronics (patrocinador principal do time).

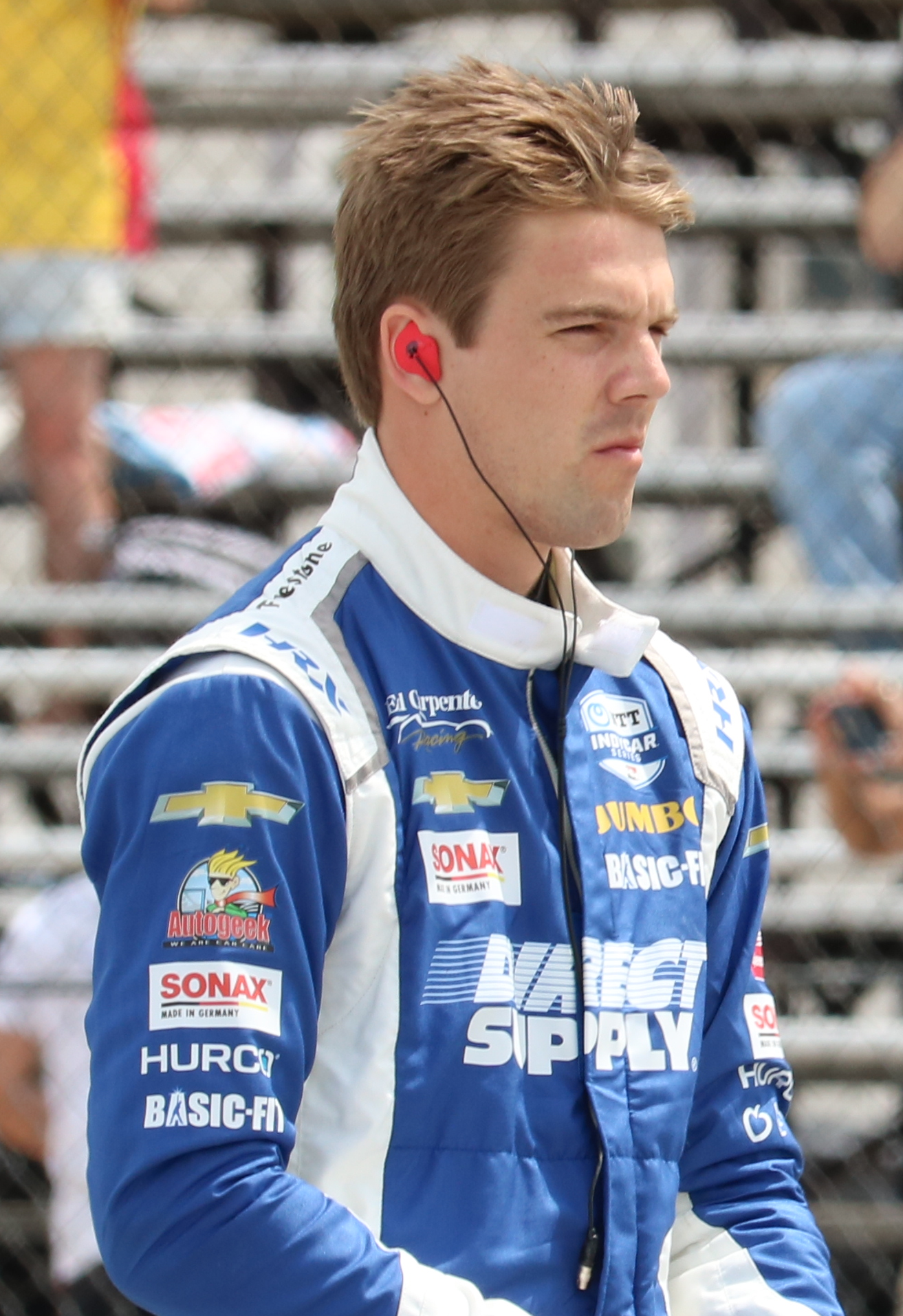
Askew em 2021

Askew conseguiu um Top-10 em sua estreia na Genesys 300, onde foi nono colocado, e obteve seu primeiro e único pódio da carreira na corrida 1 da Iowa 300, com ele alcançando mais um Top-10 ao ser sexto na corrida 2 desse mesmo circuito. Em sua primeira participação nas 500 Milhas de Indianápolis, Askew sofreu um forte acidente que lhe gerou sintomas de concussão. Isso o levou a se ausentar da rodada no circuito misto de Indianápolis, com sua vaga sendo ocupada por Hélio Castroneves. Askew não pontuou mais na temporada, que ele terminou como o 19º colocado, com 195 pontos.
Em 12 de outubro de 2020, a Arrow McLaren anunciou que dispensaria Askew, mas o piloto acabou retornando para disputar o GP de Detroit de 2021 no lugar do lesionado Felix Rosenqvist. Askew ainda competiu na etapa de Road America pela Ed Carpenter como substituto de Rinus VeeKay e disputou as três últimas provas de 2021 da IndyCar pela Rahal Letterman Lanigan, com seu melhor resultado sendo o nono lugar em Laguna Seca.

### Fórmula E
Em 24 de novembro de 2021, foi anunciado que Askew havia sido contratado pela equipe Avalanche Andretti Formula E para a disputa da temporada de 2021–22 da Fórmula E, ao lado de Jake Dennis. Askew pontuou pela primeira vez em sua estreia, no ePrix de Daria, mas enfrentou uma sequência de onze provas fora do Top-10, até ser quarto colocado na corrida 1 do ePrix de Londres, seu melhor resultado da carreira. Askew fechou sua participação na F-E com um quinto lugar na corrida 2 do ePrix de Seul, o que o colocou na décima sexta colocação, com 24 pontos, a mais de cem pontos de distância de seu companheiro Dennis, o sexto colocado.
Askew não retornou para a Andretti na temporada seguinte, com sua vaga sendo ocupada por André Lotterer. Mais tarde, em abril de 2025, o estadunidense foi anunciado como piloto reserva da Andretti para a temporada 2024–25.

## Resultados

### Resumo da carreira
| Temporada | Categoria                          | Equipe                         | Corridas       | Vitórias       | Poles          | V.M.R.         | Pódios         | Pontos         | Posição        |
| --------- | ---------------------------------- | ------------------------------ | -------------- | -------------- | -------------- | -------------- | -------------- | -------------- | -------------- |
| 2015      | Fórmula Masters China              | Absolute Racing                | 6              | 0              | 0              | 0              | 2              | 34             | 10º            |
| 2017      | U.S. F2000 National Championship   | Cape Motorsports               | 14             | 7              | 7              | 8              | 11             | 351            | 1º             |
| 2017      | F2000 Championship Series          | N/A                            | 2              | 0              | 0              | 2              | 0              | 46             | 25º            |
| 2018      | Pro Mazda Championship             | Cape Motorsports               | 16             | 1              | 3              | 2              | 5              | 303            | 3º             |
| 2019      | Indy Lights                        | Andretti Autosport             | 18             | 7              | 7              | 5              | 15             | 486            | 1º             |
| 2020      | IndyCar Series                     | Arrow McLaren SP               | 12             | 0              | 0              | 0              | 1              | 195            | 19º            |
| 2021      | IMSA SportsCar Championship - LMP3 | Riley Motorsports              | 1              | 1              | 0              | 0              | 1              | 1744           | 6º             |
| 2021      | IMSA SportsCar Championship - LMP3 | Forty7 Motorsports             | 1              | 0              | 0              | 0              | 0              | 1744           | 6º             |
| 2021      | IMSA SportsCar Championship - LMP3 | Andretti Autosport             | 5              | 0              | 0              | 1              | 0              | 1744           | 6º             |
| 2021      | IndyCar Series                     | Arrow McLaren SP               | 1              | 0              | 0              | 0              | 0              | 61             | 29º            |
| 2021      | IndyCar Series                     | Ed Carpenter Racing            | 1              | 0              | 0              | 0              | 0              | 61             | 29º            |
| 2021      | IndyCar Series                     | Rahal Letterman Lanigan Racing | 3              | 0              | 0              | 0              | 0              | 61             | 29º            |
| 2021–22   | Fórmula E                          | Avalanche Andretti Formula E   | 16             | 0              | 0              | 0              | 0              | 24             | 16º            |
| 2024–25   | Fórmula E                          | Andretti Formula E             | Piloto reserva | Piloto reserva | Piloto reserva | Piloto reserva | Piloto reserva | Piloto reserva | Piloto reserva |

* Temporada em andamento.